# Teraina
Teraina (ook Teeraina of Washington Island genoemd) is een atol dat gelegen midden in Grote Oceaan, in de regio Micronesië binnen de eilandengroep de noordelijke Line-eilanden. Het atol is onderdeel van de Republiek van Kiribati. Het is een zogenaamd opgeheven atol, waardoor de lagune binnen het atol van de zee werd afgesloten. Dit is een zoetwatermeer geworden met een oppervlakte van 2,79 km². Er wonen 1712 mensen verdeeld over negen buurtschappen.

## Geschiedenis
Het eiland werd op 12 juni 1798 door een Amerikaanse walvisvaarder waargenomen en vernoemd maar George Washington. De walvisvaarders gingen niet aan land. Het eiland was in 1789 onbewoond, maar er zijn aanwijzingen dat Polynesisiche zeevaarders in een verder verleden op het eiland tijdelijk hebben verbleven. Duidelijke archeologische bewijzen voor menselijke nederzettingen ontbreken echter. In 1856 claime de Verenigde Staten het eiland om er guano te gaan winnen, maar daar kwam niets van terecht. In 1860 bezette een Engelse kapitein het eiland en liet er mensen van Manihiki op wonen. Op 29 mei 1889 werd het door het Britse Rijk geannexeerd en in 1916 werd het administratief ingelijfd als onderdeel van de kolonie met de naam de Gilbert and Ellice Islands colony. In 1979 werd het eiland onafhankelijk en werd daarna Teeraina  genoemd.
Na de Tweede Wereldoorlog was de firma Burns Philip eigenaar van cocospalmplantages en er werden contractarbeiders van Manihiki, Tahiti en de Gilberteilanden te werk gesteld. Na de onafhankelijkheid, in de periode 1989-1995 werden ook mensen van de Gilbereilanden aangemoedigd zich hier te vestigen. Het eiland is vruchtbaar, het maken van kopra is een belangrijke inkomstenbron, verder worden er groente en fruit geteeld voor eigen gebruik en houden de bewoners varkens en kippen.

## Vogels van het eiland
Volgens een in 2017 gecorrigeerde checklist komen er op het eiland 53 vogelsoorten voor, waarvan 9 soorten met een vermelding van gevoelig, kwetsbaar of (ernstig) bedreigd op de Rode Lijst van de IUCN. Er broeden een aantal zeevogels op het eiland waaronder het bedreigde witkeelstormvogeltje (Nesofregetta fuliginosa) en het vaal stormvogeltje (Oceanodroma leucorhoa).
In 1876 werd een soort eend van het eiland beschreven als Chaulelasmus couesi. De soort is daarna nauwelijks meer gezien en was zeker rond 1900 uitgestorven. Het taxon wordt nu beschouwd als ondersoort van de krakeend (Marcea strepera couesi).
De ondersoort van de Christmas-Islandkarekiet (Acrocephalus aequinoctialis pistor) is een echte eilandendeem. In de jaren 1980 en 2010 bleek bij onderzoek dat de vogel nog algemeen voorkwam in geschikt habitat. Een meer geheimzinnige, schijnbaar endemische vogel is de Kuhls lori (Vini kuhlii). Deze vogel komt volgens gevonden botresten en mondelinge overlevering oorspronkelijk voor op de Cookeilanden en de Australeilanden in zuidoost Polynesië, 2500 km ten zuiden van Teraina. Daar stierf de populatie op een groot aantal eilanden uit door de introductie van de zwarte rat. Men vermoedt dat deze vogel ergens tussen 400 en 1200 na Chr. door Polynesische zeevaarders op Teraina is geïntroduceerd. Er waren rond 1995 zeker 1000 individuen op het eiland. In 2007 zijn 27 vogels van Teraina opnieuw op Atiu, een van de Cookeilanden, geïntroduceerd.